# ابن الوحيد
ابن الوحيد (647 ـ 711 هـ/1249 ـ 1311 م) شرف الدين محمد بن شريف بن يوسف بن الوحيد الزرعي الأديب، شيخ التجويد في الخط والكتابة. وُلد بدمشق، وتلقى علومه فيها، فألمّ بعلم الحديث وعلوم العربية، ومال إلى الأدب، واستهواه الخط والكتابة، فدأب فيهما واجتهد، وارتحل لإتقان الخط وأخذه عن أعلامه والإحاطة بفنونه وقوانينه، فسافر إلى بعلبك والحجاز والعراق، واجتمع بياقوت المجود حتى أتقن الخط وعرف أنواعه وفنونه، فكتب الخطوط المنسوبة ذات القواعد الثابتة بدقة وجمال، وصار من أشهر خطاطي عصره، ومضرب المثل في حُسنه وإتقانه، فقصده طلاب هذا الفن، وأخذوا عنه وتدربوا على يديه وتخرجوا به، ومنهم من أصبح رأساً في فن الخط في زمانه، فقد كان حسن التعليم وله فيه قصيدة، وصاحب طريقة متفردة في الخط منسوبة إليه، يقلده فيها الخطاطون ويحذون حذوه.
خدم ابن الوحيد عند جماعة من الأعيان، ودخل ديوان الإنشاء في الشام ومصر، واشتهر بنسخ المصاحف وزخرفتها وتذهيبها، ومنها ختمة كتبها لبيبرس الجاشنكير في سبعة أجزاء مذهبة مزخرفة، فجاءت أعجوبة في حُسن الخط والتنميق، أوقفت على جامع الحاكم في القاهرة، وكان يهب نسخ المصحف بأثمان عالية. وظل يشتغل بالخط وكتابة الإنشاء حتى تعطل عن كتابة الإنشاء قبل عشر سنوات من وفاته، فنزل صوفياً بخانقاه سعيد السعداء في القاهرة، وتابع رواية الحديث الشريف إلى أن تُوفي بالبيمارستان المنصوري بالقاهرة.

## صفاته
قال الذهبى: كان تام الشكل، حسن السيرة، موصوفا بالشجاعة، يتكلم بعدة ألسن، ويضرب بكتابته المثل، وكان قد سافر إلى العراق، واجتمع مع ياقوت الكاتب، وهو متهم في دينه، يرمى بعظائم.

## مؤلفاته
له رسائل كثيرة، منها (شرح القصيدة الرائية لابن البواب - خ) في الخط المنسوب وأدواته، بدار الكتب، وكتاب (نصف العيش - ط) قدّمه للملك الأشرف خليل بن قلاوون.

## نظمه
من نظمه:

| يقولون لى من أرغد الناس عيشة |  | ومن بات عن سبل المخاوف نائيا؟ |
| فقلت: لبيب عارف قهر الهوى    |  | فصار بحكم الله والرزق راضيا   |

ومن نظمه، في تفضيل الحشيش على الخمر:

| وخضراء قد لا تفعل الخمر فعلها |  | لها وثبات في الحشا وثبات  |
| تؤجج نارا في الحشا وهى جنّة    |  | وتبدى لذيذ العيش وهى نبات |

وقوله في الشكوى:
| جُهد المُغفل في الزمان مُضيّع     |  | وإن ارتضى أستاذه وزمانه    |
| كالثور في الدولاب يسعى وهو لا |  | يدري الطريق ولا يزال مكانه |

## روابط خارجية
- الموسوعة العربية - ابن الوحيد (محمد بن شريف)